# Myxostomellina apoensis
Myxostomellina apoensis är en svampart som beskrevs av Syd. 1931. Myxostomellina apoensis ingår i släktet Myxostomellina, divisionen sporsäcksvampar och riket svampar.   Inga underarter finns listade i Catalogue of Life.